# Eric García (Fußballspieler)
Eric García Martret (* 9. Januar 2001 in Barcelona) ist ein spanischer Fußballspieler. Der Innenverteidiger steht beim FC Barcelona unter Vertrag und ist spanischer A-Nationalspieler.

## Karriere

### Im Verein

#### Anfänge in Barcelona und Manchester
Der in Barcelona geborene García wechselte zur Saison 2017/18 von der Jugend des FC Barcelona in die Jugend von Manchester City. In seiner ersten Saison spielte er hauptsächlich mit der U18 in der U18-Premier-League und im FA Youth Cup sowie mit der U19 in der UEFA Youth League. Zudem kam er 2-mal in der U23 zum Einsatz. In der Saison 2018/19 gehörte García fest zum Kader der U23, für die er 10 Ligaspiele absolvierte, und kam für die U19 2-mal in der UEFA Youth League zum Einsatz. Daneben spielte García noch einige Spiele mit der U18 im FA Youth Cup. Am 18. Dezember 2018 debütierte er unter seinem Landsmann Pep Guardiola bei den Profis, als er beim Sieg gegen Leicester City im EFL Cup über die volle Spielzeit zum Einsatz kam.
Zum Beginn der Saison 2019/20 saß García beim Gewinn des Community Shields gegen den FC Liverpool auf der Ersatzbank, ohne jedoch eingewechselt zu werden. Anschließend kam er wieder in der U23 zum Einsatz. Da mit Aymeric Laporte und John Stones zwei Innenverteidiger langfristig ausfielen, zog ihn Guardiola im September 2019 in den Profikader hoch. Am 21. September debütierte García in der Premier League, als er beim 8:0-Sieg gegen den FC Watford im Laufe der 2. Halbzeit eingewechselt wurde. Bis zum Saisonende folgten für die Profimannschaft 12 weitere Premier-League-Einsätze (8-mal von Beginn) sowie 2 im FA Cup, 3 im EFL Cup, den City gewann, und 2 in der Champions League. Daneben spielte García in dieser Spielzeit 3-mal für die U23 und 2-mal für die U19 in der UEFA Youth League.
In der Saison 2020/21 war García hinter Rúben Dias, John Stones und Aymeric Laporte die gesamte Saison über Reservist. Er kam auf 6 Premier-League-Einsätze (3-mal von Beginn) und wurde mit seiner Mannschaft englischer Meister. In der Champions League, in der City im Finale gegen den FC Chelsea verlor, kam der Innenverteidiger auf 3 Einwechslungen. Zum Gewinn des EFL Cup steuerte er einen Einsatz bei und im FA Cup standen ebenfalls nur 2 Einsätze zu Buche. Nach der Saison verließ der 20-Jährige den Verein mit seinem Vertragsende.

#### Rückkehr nach Spanien
Nach seinem Vertragsende bei Manchester City kehrte García zur Saison 2021/22 ablösefrei zum FC Barcelona zurück. Er unterschrieb einen Vertrag bis zum 30. Juni 2026, der eine Ausstiegsklausel in Höhe von 400 Millionen Euro enthält.
Am 1. September 2023 wechselte García bis zum Ende der Saison 2023/24 auf Leihbasis zum Ligakonkurrenten FC Girona.

### In der Nationalmannschaft
García spielte zwischen 2017 und 2018 11-mal in der spanischen U17-Nationalmannschaft. Mit ihr nahm er an den U17-Europameisterschaften 2017 (2 Spiele/0 Tore beim Titelgewinn) und 2018 (4 Spiele/2 Tore) sowie an der U17-Weltmeisterschaft 2017 (1 Spiel/0 Tore) teil. Seit Februar 2019 spielte er in der U19-Auswahl, für die er 9-mal zum Einsatz kam. Mit ihr nahm er an der U19-Europameisterschaft 2019 teil, bei der er in allen 5 Spielen zum Titelgewinn zum Einsatz kam. Seit September 2019 ist García in der U21-Auswahl aktiv.
Anfang September 2020 debütierte er beim 4:0-Sieg gegen die Ukraine in der UEFA Nations League in der A-Nationalmannschaft.
Bei der Europameisterschaft 2021 stand er im spanischen Aufgebot, das im Halbfinale gegen Italien ausschied. García kam im Turnier zu drei Einsätzen, unter anderem in besagtem Halbfinale gegen Italien.
Ende Juni 2021 wurde García trotz seiner EM-Teilnahme in den Kader der spanischen Olympiaauswahl für das Fußballturnier der Olympischen Sommerspiele 2021 berufen.

## Titel

### Verein
England
- Meister: 2021
- Ligapokalsieger (2): 2019, 2021
- Supercupsieger: 2019

Spanien
- Meister (2): 2023, 2025
- Pokalsieger: 2025
- Supercupsieger (2): 2023, 2025

### In der Nationalmannschaft
- UEFA-Nations-League-Sieger: 2023
- Olympische Spiele: Silbermedaille 2021, Goldmedaille 2024
- U19-Europameister: 2019
- U17-Europameister: 2017